# Велики Обуховски мост
 Велики Обуховски мост  (рус. Большой Обуховский мост) је мост преко  Неве. Један је од најдужих мостова у Русији. Налази се на граници Невског рејона Санкт Петербурга и Всеволошки рејон Лењинградска област, у средњем току Неве; повезује Авенију Обуховскаја оборони са Октјаборским насипом.. То је жичани мост са кабловима, челична ужад су кључни елемент носеће конструкције. Оно што изгледа као мост заправо су два идентична моста близанца са супротним смеровима кретања. Један се налази узводно од Неве (јужна страна) и служи за вожњу према истоку, други низводно (северна страна) и служи за вожњу у правцу запада..

## Историја
Мост је пројектован као део кружног пута (Санкт Петербурга). У почетку је источни полукруг од Горске до раскрснице са Московским проспектом требало да буде у потпуности пуштен у рад до 300. годишњице Санкт Петербурга, у мају 2003. године. Изградња моста почела је 2001. године, у оквиру изградње источног полупрстена кружног пута, дужине 42,5 км. Да би се изградња убрзала, прве године је донета дозвола за изградњу моста без пројектне документације. Пројекат је био подељен у две фазе. Први део је завршен 2004. године, други 2007. године..

## Изградња
Генерални пројектант мостовног прелаза је ЗАО Институт „Стројпроект“, пројектант кабловских делова је Институт Гипростројмост-Санкт Петербург ЦЈСЦ, генерални извођач радова је „Мостотријад бр. 19 “ ОЈСЦ. У изградњи моста учествовали су: Вороњежстал мост, Мостотријад бр.10, Мостотријад бр.18, Мостотријад бр.90, МТП Мостотријад бр.114, Мостотријад бр.125, који су у саставу Мостотреста, (ангажовани су у изградњи деснообалног дела моста са кабловима, као и излаз на левој обали) и други копераната. Мост је изграђен на прилично тешком делу Неве за пловидбу, недалеко од кривине кривог колена, али са стубовима широко распоређеним дуж обала Неве. Са висином од 126 м и великим распоном, мост је потпуно невидљив за бродове који пролазе дуж реке. Раскрснице путева са Октјабрском насипом и Обуховском оборонском проспектом су сложене, и ако се први простире на неколико стотина квадратних метара на још увек слободној десној обали Неве, други је изграђен на малом земљишту између стамбених зграда дуж Рабфаковске улице. и Проспект Обуховскаја оборони, где поред тога постоје трамвајска и железничка пруга која води од железничке станице Обухово до Обуховског завода..

## Назив моста
По први пут у историји града, приликом избора имена за мост, одржано је гласање о рејтингу међу Петербургерима и становницима Лењинградске области. Поред правог имена, предложено је, на пример, „ Мост Олге Бергхолц”, „Изхорски”, „Невски”, „Лењинградски” и други. Мост је добио име по оближњем Обухову, узимајући у обзир чињеницу да Обуховски мост већ постоји у Санкт Петербургу. Такође се користи добро утврђено име „Вантови мост“, на пример, налази се на знаку удаљености на авенији Обуховскаја оборона у близини Володарског моста.
Међутим, топономастичка комисија Санкт Петербурга не намерава да преименује мост у Вантови, као ни да дода ову опцију као равноправну. „Имамо много таквих полузваничних имена. Живе за себе и никоме се не мешају. Мост Петра Великог, Старо-Невски проспект, Горњи и Доњи магистрални путеви у округу Курортни. Могло би се рећи и да нико не користи топоним Зеленогорска магистрала“, објаснио је члан комисије А. Г. Владимирович..

## Отварање
Отварање прве етапе моста одржано је 15. децембра 2004. године. Био је то важна компонента петербуршког кружног пута. На свечаном отварању моста учествовао је Председник Руске Федерације Владимир Путин.
Дана 19. октобра 2007. године свечано је отворен „близанац” односно друга етапа моста, а од јануара 2008. године пуштен је двосмерни саобраћај са четири траке..

## Галерија
- Велики Обуховски (Вантовски) мост
- Поглед на мост из округа Рибатски
- Поглед са стуба моста
- Пилон Великог Обуховског моста
- Вечерње осветљење пилона
- Фотографија са унутрашњости Кружног пута
- Фотографија спољне стране Кружног пута
- Састанак аутоклуба испод моста Вантом увече
- Бољшој Обуховски мост на руској поштанској марки